# Mănăstirea capucină din Oradea
Mănăstirea capucină din Oradea este un monument istoric și de arhitectură din secolul al XVIII-lea. Hramul bisericii este Vizita Fecioarei Maria, cu sărbătoarea pe 2 iulie, capucinii din Europa Centrală respectând particularitățile calendarului romano-catolic din spațiul de limbă germană.

## Istoric
Călugării capucini au fost chemați la Oradea de episcopul Emeric Csáki⁠(en)[traduceți]. Au sosit în anul 1727 și au locuit mai întâi în casa episcopului Csáki, slujind într-o capelă. Actuala clădire a mănăstirii a fost construită între anii 1734-1742.
Începând cu 1983, la inițiativa lui Coriolan Tămăian, fost rector al Academiei Teologice din Oradea, biserica a fost folosită și de comunitatea greco-catolică aflată în clandestinitate. Preotului Tămăian s-a permis să celebreze slujbe romano-catolice în limba română, în contextul Ostpolitik (apropierea dintre Biserica Catolică și blocul comunist).